# Aquaman
Aquaman (Arthur Curry) (en español: Hombre Acuático) es un superhéroe que aparece en los cómics estadounidenses publicados por DC Comics. Creado por el artista Paul Norris y el escritor Mort Weisinger, el personaje debutó en More Fun Comics # 73 (noviembre de 1941). Inicialmente, una característica de respaldo en los títulos de antología de DC, Aquaman más tarde protagonizó varios volúmenes de una serie de cómics en solitario. Durante los últimos años de la década de 1950 y 1960, el período de recuperación de superhéroes conocido como la Edad de Plata, fue miembro fundador de la Liga de la Justicia. En la Edad Moderna de la década de 1990, los escritores interpretaron el personaje de Aquaman más seriamente, con historias que representan el peso de su papel como rey de la Atlántida.
Las apariciones animadas originales del personaje en la década de 1960 dejaron una impresión duradera, lo que hizo a Aquaman ampliamente reconocido en la cultura popular y uno de los superhéroes más reconocidos del mundo. Los chistes sobre su representación sana y débil en Super Friends y sus débiles poderes y habilidades han sido elementos básicos de los programas de comedia y las rutinas de soporte, liderando DC en varias ocasiones para intentar que el personaje sea más oscuro o más poderoso en los cómics. Las representaciones modernas de cómics han intentado conciliar estos diversos aspectos de su percepción pública, haciendo que Aquaman sea serio y meditabundo, cargado de mala reputación y luchando por encontrar un verdadero papel y propósito más allá de su lado público como un rey depuesto y un héroe caído.
Aquaman ha sido presentado en varias adaptaciones, apareciendo primero en forma animada en la Hora de Aventura de Superman / Aquaman de 1967 y luego en el programa relacionado de Super Friends. Desde entonces, ha aparecido en varias producciones animadas, incluyendo papeles prominentes en la serie de la Liga de la Justicia de 2000 y Liga de la Justicia Ilimitada y Batman: The Brave and the Bold, así como en varias películas originales animadas de DC Universe. El actor Alan Ritchson interpretó al personaje en el programa de televisión de acción en vivo Smallville. En el DC Extended Universe, el actor Jason Momoa interpretó al personaje en las películas Batman v Superman: Dawn of Justice (2016), Liga de la Justicia (2017), Aquaman (2018), Liga de la Justicia de Zack Snyder (2021), la serie de HBO Max Peacemaker (cameo; 2022), The Flash (cameo final; 2023) y Aquaman y el Reino Perdido (2023).

## Historial de publicaciones
Las apariciones de Aquaman comenzaron en More Fun Comics # 73 en 1941 y continuaron hasta el número 107, después del cual todas las historias de superhéroes fueron reemplazadas por características de humor. En este momento, en 1946, Aquaman fue transferido a Adventure Comics con el número 103 junto con las otras características de superhéroes de More Fun Comics. Aquaman continuaría apareciendo en Adventure Comics durante los próximos quince años, siendo uno de los pocos superhéroes de DC que aparecen continuamente a lo largo de la década de 1950.
En 1961, Aquaman protagonizó una serie de cuatro números en la serie de antología Showcase en los números 30-33. Estos problemas de Showcase son notables como las primeras apariciones de portada de Aquaman en cualquier cómic. Simultáneamente, la función de respaldo de Aquaman terminó en Adventure Comics con el número 284 y se transfirió a Detective Comics con el número 293.
Poco después comenzó la primera serie en solitario de Aquaman, con la portada del primer número con fecha de febrero de 1962. El mismo mes, la función de respaldo en Detective Comics terminó con el número 300. Simultáneamente con la serie en solitario, también se publicó una función de respaldo de Aquaman en World's Finest Issues # 125-139 (con fecha de portada de mayo de 1962 a febrero de 1964). La serie en solitario Aquaman duraría 56 números en su ejecución inicial hasta 1971.
Después de una pausa de 3 años, Aquaman regresó como una función de respaldo en Adventure Comics para los números 435– # 437 antes de convertirse en la característica principal en los números # 441– # 452. Esta ejecución se transformó en un renacimiento de la serie en solitario de Aquaman en 1977, reanudando la numeración de la ejecución inicial en el número 57; sin embargo, la serie terminó después de solo 7 números con el número 63 en 1978.
Aquaman volvió una vez más a Adventure Comics como parte de la renovación de Dollar Comics de la serie, apareciendo en los números # 460-466 durante 1978–1979. Cuando esto terminó, Aquaman apareció en 3 números de World's Finest Comics (# 262–264) y luego regresó a Adventure Comics como el primer largometraje de 4 números más (# 475– # 478). La función encontró un nuevo hogar como respaldo en Action Comics para 14 números (# 517– # 520; # 527– # 530; # 536– # 540), que sería el final de las apariciones en solitario de Aquaman antes de la crisis.
La primera aparición de Aquaman después de la crisis fue en la miniserie de cuatro números Aquaman (vol. 2) en 1986, que le dio al personaje un nuevo disfraz azul que no volvió a aparecer. En 1989, el personaje protagonizó el one-shot especial de Legend of Aquaman seguido de la miniserie de cinco números Aquaman (vol. 3). Una nueva serie en curso, Aquaman (vol. 4) comenzó en 1991 pero fue cancelada después de 13 números.
El personaje fue reinventado en la miniserie de 1993-1994 Aquaman: Time & Tide, que proporcionó un origen renovado para Aquaman. A esto le siguió una nueva serie en curso, Aquaman (vol. 5), que duró hasta 2001 con 75 números en total, lo que la convierte en la serie en solitario de Aquaman más larga hasta la fecha.
Aquaman (vol. 6) se lanzó en 2003, siguiendo la historia de Obsidian Age en JLA. A raíz de la miniserie de eventos de DC Crisis infinita y el relanzamiento "Un Año Después" de DC, la serie pasó a llamarse Aquaman: Sword of Atlantis con el número 40 hasta el número 57; Estos 18 números fueron protagonizados por un Aquaman nuevo y más joven llamado Arthur Joseph Curry. No hubo más publicaciones de Aquaman en solitario en la continuidad de Post-Crisis, aunque el Aquaman original sí apareció como personaje principal en la serie limitada Brightest Day.
El reinicio de la continuidad The New 52 en septiembre de 2011 vio el comienzo de la serie en curso Aquaman (vol. 7). Un título de equipo derivado Aquaman and the Others también se presentó en once números, de 2014 a 2015. Aquaman (vol. 7) duró la totalidad de la era New 52 de DC, terminando con el número 52 en 2016 como parte de la línea- amplio relanzamiento "DC Rebirth". El volumen de New 52 fue seguido inmediatamente por el one-shot Aquaman: Rebirth antes del lanzamiento de la serie actual Aquaman (vol. 8).

## Historia del personaje

### Edad de Oro
La primera historia de origen de Aquaman fue presentada en un flashback de su debut, narrada por el propio personaje:

La historia debe comenzar con mi padre, un famoso explorador submarino — si yo dijese su nombre, lo reconocerías. Mi madre murió cuando yo era un bebé, y él volvió a su trabajo para resolver los secretos del océano. Su gran descubrimiento fue una ciudad antigua, en las profundidades donde ningún otro buzo jamás había penetrado. Mi padre creía que era el reino perdido de la Atlántida. Él construyó una casa hermética en uno de los palacios y vivió ahí, estudiando los archivos y dispositivos de la maravillosa sabiduría de la raza. A partir de los libros y archivos, él aprendió formas para enseñarme a vivir bajo el mar, aprovechando el oxígeno del agua y utilizando todo el poder del mar para hacerme maravillosamente fuerte y rápido. Entrenando y descubriendo centenares de secretos científicos, me convertí en lo que tú ves — un ser humano que vive y prospera bajo el agua.

En sus primeras apariciones de la Edad de Oro, Aquaman podía respirar bajo el agua con branquias, tenía una fuerza sobrehumana que le permitía nadar a altas velocidades, y podía comunicarse con la vida marina y hacer que cumplieran sus órdenes. Inicialmente, él era representado hablando con las criaturas del mar «en su propio lenguaje» en lugar de hablarles telepáticamente, y solo cuando estaban lo suficientemente cerca para oírlo. Aunque él era descrito frecuentemente como el «soberano del mar», con las aguas de todo el mundo en su «dominio», y con casi todas las criaturas del mar como sus «súbditos leales», el título nunca fue oficial. Las aventuras de Aquaman tuvieron lugar en todo el mundo, y su base era «un antiguo templo de la perdida Atlántida, mantenido bajo el agua», en donde él guardaba un trono solitario.
Durante sus aventuras en tiempos de guerra, la mayoría de los enemigos de Aquaman eran comandantes nazis de U-Boots y varios villanos del Eje. El resto de sus aventuras entre 1940 y 1950 lo tenían enfrentándose a diversos criminales basados en el mar, incluidos los piratas modernos, tales como su antiguo archienemigo Black Jack, así como diversas amenazas en la vida acuática, rutas marítimas, y marineros.
La última aparición de Aquaman en More Fun Comics estaba en el número 107, antes de ser movido junto con Superboy y Flecha Verde a Adventure Comics, comenzando con el número 103 en 1946.

### Edad de Plata
A partir de 1959, la historia de fondo de Aquaman fue retroactiva, con varios nuevos personajes de apoyo adicional y varios ajustes realizados en el personaje, sus orígenes, sus poderes, y su personalidad.
En Adventure Comics, #260 (mayo de 1959) y en los cómics posteriores de la Edad de Plata, se reveló que Aquaman era Arthur Curry, el hijo de Tom Curry, un farero, y Atlanna, una marginada de la ciudad perdida de Atlantis. Debido a su herencia, Aquaman descubrió que de joven poseía varias habilidades sobrehumanas, incluyendo el poder de sobrevivir bajo el agua, la comunicación con la vida marina, y sus tremendas habilidades de nado. Finalmente, Arthur decidió utilizar su talento para convertirse en el defensor de los océanos de la Tierra. Más tarde se reveló que se había aventurado de joven bajo el nombre de Aquaboy y se encontró con Superboy (él otro superhéroe de la Tierra públicamente activo en el momento) en una ocasión. Cuando Arthur creció, se llamó a sí mismo «Aquaman».
Más tarde se reveló que tras la muerte de Atlanna, Tom Curry conoció y se casó con otra una mujer normal y tuvo un hijo llamado Orm Curry, el medio hermano de Aquaman. Orm creció como un joven con problemas a la sombra de su hermano, quien constantemente los rescataba de problemas con la ley. Él llegó a odiar a Aquaman no solo por los poderes que él nunca podría poseer, sino también porque creía que su padre siempre estaría a favor de Aquaman. Orm desapareció después de convertirse en un amnésico y resurgiría años más tarde como el archienemigo de Aquaman, Amo del Océano.
La habilidad de Aquaman para hablar con los peces luego se expandió a la comunicación telepática con animales marinos incluso desde grandes distancias y también estaba desarrollando retroactivamente una debilidad específica similar a la vulnerabilidad de Superman a la kryptonita o la vulnerabilidad de Linterna Verde al color amarillo: Aquaman tenía que entrar en contacto con el agua al menos una vez por hora, o él moriría (antes de esta historia, Aquaman podía existir tanto dentro como fuera del agua por un tiempo indefinido).

#### Aliados y enemigos
Aquaman fue incluido en la serie de cómics de la Liga de la Justicia de América, apareciendo con el equipo en su primera aventura, y también fue un miembro fundador. Aquaman participó en la mayoría de las aventuras del equipo de superhéroes en 1960.
Los personajes secundarios y enemigos de Aquaman pronto comenzaron a crecer con la adición de Aqualad, un marginado y joven huérfano de una colonia de la Atlántida a quien Aquaman recibe y comienza a ser su mentor. Aquaman descubrió más tarde la ciudad sumergida ficticia de Nueva Venecia, la cual se reveló más tarde estar situada en Florida, y que también se convirtió en la base de operaciones de Aquaman durante un tiempo.
Aquaman fue reconocido como el hijo de Atlanna y más tarde fue elegido para ser el rey después de la muerte del antiguo regente, el cual no tenía herederos. Por este tiempo, Aquaman había conocido a Mera, una reina de una dimensión acuática, y se casó con ella poco después de que se había convertido en rey. Pronto tuvieron un hijo, Arthur Jr. (apodado Aquababy).
La serie de 1960 introdujeron a otros enemigos como Amo del Océano (el medio hermano amnésico de Aquaman), Manta Negra, Pescador, Scavenger, y la organización terrorista conocida como O.G.R.E. Otros miembros recurrentes del reparto de Aquaman introducido en estas series incluyeron al bien intencionado pero molesto Quisp (un duende de agua); el Dr. Vulko, un científico atlante de confianza que se convirtió en el consejero real de Aquaman y a quien finalmente nombra Aquaman para ser el rey después de dejar el trono; y Tula (conocida como Aquagirl), una princesa atlante que era el principal interés amoroso de Aqualad.

#### El final de una era
A mediados de los años ochenta, después de la caída de su propia presentación, Aquaman fue convertido brevemente en el líder de la Liga de la Justicia de América. En una historia contada en Justice League of America (#228-230), una invasión a la Tierra por una raza de marcianos blancos ocurrió en un momento en el que los miembros principales estaban desaparecidos. Aquaman se vio obligado a defender la Tierra con una Liga baja en poder y capacidad, y él se encargó de disolver a la Liga de la Justicia por completo en Justice League of America Annual (#2, de 1984), reformándolo a partir de entonces con nuevos estatutos que requerían miembros para dar una plena participación en los casos de la Liga.
Con la ayuda del Detective Marciano, Zatanna, el Hombre Elástico, y algunos miembros veteranos de la Liga dispuestos a comprometerse plenamente con el equipo, Aquaman reclutó y entrenó a cuatro miembros inexpertos, Gitana, Vibe, Vixen, y Commander Steel, trasladando la sede del equipo a un búnker reforzado en Detroit (estado de Míchigan), después de la destrucción del satélite de la Liga de la Justicia durante la invasión. La participación de Aquaman en esta nueva versión de la Liga de la Justicia terminó en la edición #243 (octubre de 1985), cuando renunció para trabajar en su matrimonio con Mera.

### Edad Moderna
Después de la serie limitada de 1985 Crisis en las Tierras Infinitas, varias series limitadas de corta duración se produjeron a finales de 1980 y principios de 1990 — a partir del Aquaman de 1986 con cuatro números (febrero-mayo de 1986), escrito por Neal Pozner, presentando a Aquaman en un nuevo traje de color azul ultramar. La serie fue bien recibida y una serie limitada de seguimiento estaba en las obras, a pesar de que fue cancelada debido a problemas creativos. Esta serie también amplió varios detalles del origen del Aquaman de la Edad de Plata, así como la relación de Aquaman con su medio hermano, Amo del Océano, cuyo origen fue relatado en detalle más completo. La serie también añadió elementos místicos a la mitología de Aquaman y reinventó a Amo del Océano como un hechicero. Aquaman reapareció en su traje azul en Aquaman Special, #1 (1989).
A finales de 1988, el personaje apareció en el crossover ¡Invasión!, como un personaje invitado con la Patrulla Condenada, de nuevo con su traje naranja y verde.

#### Nuevos orígenes
En 1989, Legend of Aquaman Special (titulado oficialmente como Aquaman Special, #1) reescribió el mito y origen de Aquaman, aunque mantuvo intacta la mayor parte de la historia de la Edad de Plata. El especial fue escrito por Robert Loren Fleming, con ilustraciones de Keith Giffen y Curt Swan.
El Aquaman de la Edad Moderna nace con el nombre de Orin, como hijo de la reina Atlanna y del misterioso hechicero Atlán en la ciudad atlante de Poseidón. Cuando era bebé, fue abandonado en Mercy Reef (la cual se encuentra por encima del nivel del mar durante la marea baja, haciendo que la exposición al aire sea fatal para los Atlantes) debido a su cabello rubio, el cual fue visto por los supersticiosos Atlantes como un signo de una maldición que llamaron «La marca de Kordax». La única persona que intervino en nombre de Orin fue el Dr. Vulko, un científico que no tenía tolerancia hacia los mitos y las supersticiones. Mientras que sus súplicas cayeron en oídos sordos, Vulko más tarde se convertiría en un amigo cercano y consejero del joven Orin.
Como un niño salvaje que se crio en las tierras salvajes del océano con las criaturas marinas para hacerles compañía, Orin fue encontrado y acogido por un farero llamado Arthur Curry, quien lo llamó también «Arthur Curry». Un día, Orin volvió a casa y descubrió que su padre adoptivo había desaparecido, así que se puso por su cuenta. En su temprana adolescencia, Orin se aventuró al extremo norte, donde conoció y se enamoró de una chica inupiat llamada Kako. Él también se ganó el odio de Orm, el futuro Amo del Océano, quien más tarde se reveló que era el medio hermano de Orin por Atlan y una mujer inupiat (Time and Tide, #4). Orin fue expulsado antes de que pudiera saber que Kako se había quedado embarazada con su hijo, Koryak.
Orin volvió a los mares permaneciendo fuera de la vista de la humanidad, hasta que descubrió Poseidón. Él fue capturado por el gobierno dictatorial de la ciudad y puesto en un campo prisionero, donde conoció a Vulko, otro prisionero, quien le enseñó a Orin el lenguaje y las formas de los atlantes. Mientras Orin estaba ahí, él se dio cuenta de que su madre también estaba en cautiverio, pero después de su muerte él estalló y huyó. Finalmente, él hizo su camino hacia el mundo de la superficie, bajo el nombre de «Aquaman», y se convirtió en uno de los varios superhéroes emergentes a la vista del público en ese momento. A su retorno a Poseidón, él fue nombrado rey, y algún tiempo después conoció y se casó con Mera. La historia del Aquaman de la Edad Moderna es casi idéntica a la del Aquaman de la Edad de Plata a partir de este momento.
Tal como se detalla en la serie limitada de cinco números de Aquaman (junio-octubre de 1989) (por el mismo equipo creativo del especial de 1989 de Robert Loren Fleming, Keith Giffen y Curt Swan), que continuó algunos de los temas de The Legend of Aquaman Special, Mera finalmente se vuelve loca por el dolor por la muerte de Arthur, Jr., y está comprometido con un asilo en Poseidonis. Poco después, una fuerza alienígena vence a la Atlántida. Arthur se ve obligado a salvar la ciudad, pero se ve obstaculizado por una Mera escapada, que personalmente culpa a Arthur por la muerte de su hijo. En un ataque de ira, Mera deja la dimensión de Aquaman.
La publicación de The Atlantis Chronicles #1-7 (marzo-septiembre de 1990), del escritor Peter David, que cuenta la historia de Atlantis desde el antediluviano hasta el nacimiento de Aquaman, presentó a los antiguos personajes atlantes Orin (después de los cuales Aquaman fue nombrado) y Atlan fue revelado como el padre de Aquaman).
Otra serie en curso de Aquaman con el equipo creativo Shaun McLaughlin y Ken Hooper (# 1-13) a partir de entonces funcionó desde diciembre de 1991 hasta diciembre de 1992, lo que retrató a Aquaman a regañadientes decidiendo permanecer en Poseidonis como su protector una vez más. Durante un tiempo, se desempeña como representante de Atlantis en las Naciones Unidas, pero siempre se ve reincorporado al papel de superhéroe. Convirtiéndose más y más en una figura solitaria y adicta al trabajo, Aquaman finalmente regresa a los océanos. Pronto se enreda en otro intento de Manta Negra para destruir la Atlántida arrastrándolo a una guerra con una nación superficial.
Peter David volvió al personaje en otra serie limitada, Aquaman: Time and Tide, una serie de cuatro ediciones de 1993-1994 que explicó más los orígenes de Aquaman, ya que finalmente aprende todo sobre la historia de su pueblo a través de Atlantis Chronicles, que se presentan como textos históricos transmitidos y actualizados a través de los siglos. Aquaman descubre que su nombre de nacimiento era Orin y que él y su enemigo, el maestro oceánico, comparten el mismo padre, "un antiguo mago atlante" llamado Atlan. Esta revelación envía a Orin a un ataque de ira y depresión, preparando el escenario para enfrentamientos posteriores entre los dos, como se dice en las Crónicas que "dos hermanos también lucharán por el control de la Atlántida". Esto contrasta con el Aquaman de la Edad de Plata, que siempre había sabido que el Amo del Océano era su medio hermano Orm, aunque la amnesia de Orm le impidió recordar ese hecho por algún tiempo. Esta serie es acreditada por Kevin Melrose de "Comic Book Resources" para ayudar al personaje a alcanzar el apogeo de su popularidad en la era moderna.

#### Nueva dirección
Aquaman protagonizó su propia serie nuevamente con la publicación de Aquaman Vol.5 #1 (agosto de 1994), inicialmente con el guion por Peter David, en seguimiento de su miniserie de Time and Tide de 1993. Esta serie fue la más larga para el personaje, durando hasta su número #75. David dejó la serie después del número #6 (julio de 1998) después de trabajar en él durante casi cuatro años.
David comenzó dando a Aquaman una apariencia completamente nueva, abandonando su apariencia original. Siguiendo sus descubrimientos leyendo Atlantis Chronicles durante Time and Tide, Aquaman se retira del mundo por un tiempo. Garth lo encuentra semanas después, con el pelo y la barba crecidos, cavilando en su cueva. Aquaman pierde su mano izquierda cuando el loco Caribdis roba su capacidad para comunicarse con la vida marina y mete la mano de Arthur en un estanque infestado de piraña. Esto hace que Aquaman se desquite un tanto, y comienza a tener sueños proféticos, y luego, con la necesidad de un "símbolo", le agrega una lanza de arpón a su brazo izquierdo en lugar de su mano perdida. Su camisa naranja clásica se tritura en una batalla con Lobo, y en lugar de reemplazarla, se queda sin camisa por un tiempo antes de ponerse una manica de gladiadores. Después de la destrucción del arpón, Aquaman lo reemplaza con una prótesis cibernética de Laboratorios S.T.A.R. Este nuevo arpón tiene un carrete retráctil que puede controlar completamente.
Una historia importante, que culmina en el número #25, se refiere a las Cinco Ciudades Perdidas de Atlantis. Frente a una especie invasora sobrenatural vinculada al origen de los Atlantes, Aquaman tiene que buscar y unir las ciudades perdidas. Esta trama lo establece como un rey Guerrero y un gran poder político, gobernando en gran medida indiscutible sobre todas las ciudades Atlantes. El resto de la carrera de Peter David se centró en Orin llegando a un acuerdo con su herencia genética y su papel como rey. Durante este tiempo descubre los restos de una nave alienígena sensible debajo de Poseidonis, y es capaz de tomar el control de ella, volviendo a Poseidonis a la superficie y llevando a la Atlántida a un mayor contacto con el mundo exterior. Los cambios culturales que esto conlleva, incluido el aumento del turismo, así como sus deberes conflictivos entre ser superhéroe y rey, lo llevan a una creciente tensión con los poderes políticos en su ciudad.
Después de una breve temporada de Dan Abnett y Andy Lanning, David fue reemplazado como escritor por Erik Larsen con el número #50 (diciembre de 1998) y nuevamente por Dan Jurgens en el número #63 (enero de 2000). La serie terminó con el número #75 (enero de 2001). Durante este tiempo su esposa Mera regresa, ahora sana de nuevo, de la dimensión de otro mundo en la que estuvo atrapada, y Aquaman evita por poco un golpe de Estado orquestado por su hijo Koryak y su asesor Vulko. Su segundo arpón también se destruye, esta vez en una batalla con Noble, Rey de los Lurkers; Él lo reemplaza con una mano protética dorada desarrollada por científicos atlantes que pueden cambiar de forma a su mando, conservando así los poderes del arpón pero siendo más polivalentes. Después de una breve guerra con una nación insular, Aquaman expande la influencia superficial de la Atlántida al anexar el país a la Atlántida.

#### Hiato entre series
Aquaman no tenía series regulares propias de 2001-2003, pero su trama pasó por varios desarrollos a través de sus apariciones en varios otros títulos.
Aquaman se había reincorporado a la JLA cuando se reformó y sigue siendo un miembro activo, aunque a veces reacio, de ese equipo hasta la trama "Nuestros mundos en guerra" en 2001 (poco después de la cancelación de Aquaman vol. 5), durante la cual Aquaman y la ciudad de Poseidonis desaparece durante una batalla entre Aquaman y una sonda de Imperiex.
Eventualmente, la Liga de la Justicia descubrió que la ciudad seguía allí, simplemente protegida mágicamente, pero en ruinas y aparentemente deshabitada. Los Atlantes están atrapados en el pasado antiguo, donde Tempest los había enviado como una última medida cuando parecía que la ciudad sería destruida por la sonda. Allí, sin embargo, son esclavizados por sus propios antepasados atlantes, encabezados por una poderosa hechicera llamada Gamemnae, y el propio Aquaman se transforma en agua viva y aprisionado en un estanque ornamental. Con el tiempo, esta civilización se había derrumbado hasta que solo Gamemnae, ahora inmensamente poderosa, habitó las ruinas.
Después de algunos meses de su tiempo pero quince años completos para los Atlantes, la JLA libera a Aquaman en la historia de "The Obsidian Age" en JLA. Aunque Gamemnae matan a la Liga original, sus mentes están contenidas por el mago Manitou Raven que usa un hechizo para contener a Gamemnae en la Atlántida hasta el día de hoy, cuando sea capaz de resucitarlos. Con la ayuda de Nightwing, Chica Halcón, Firestorm, Zatanna y Manitou Raven. Los primeros cuatro son miembros de la JLA de la Reserva que habían sido creado por un programa creado a su vez por Batman que se activa automáticamente después de que la Liga se desvanezca en el pasado con la ayuda del Manitou Raven de su tiempo. Aquaman es liberado de su prisión de piscina, y Zatanna aumenta sus poderes para que ahora pueda controlar todo el océano como un espectro de agua. Con este poder, Aquaman puede cortar la conexión de Gamemnae a la ciudad hundiéndola bajo el mar nuevamente. Mientras lucha contra Gamemnae, los miembros de la Liga devuelven a los modernos Atlantes hasta el presente, donde pueden comenzar a reconstruir la ciudad, que en el presente también está nuevamente en el fondo del mar.

#### Sexta serie
Una sexta serie de Aquaman comenzó poco después, inicialmente escrita por Rick Veitch, quien trató de llevar a Aquaman en una dirección más mística. Los escritores subsiguientes que contribuyeron a la serie incluyen a John Ostrander, Will Pfeifer, Tad Williams y John Arcudi. Esta serie tuvo #57 números a partir de diciembre de 2002 (cubierta con fecha de febrero de 2003); comenzando con el #39 (abril de 2006), siguiendo los eventos de la historia de "Crisis infinita", pasó a llamarse Aquaman: Espada de la Atlántida.

#### El año perdido a través de "Crisis final"
Después de la historia de "Un año después" (comenzando con Aquaman vol. 6, #40, mayo de 2006), la serie fue rebautizada como Aquaman: Sword of Atlantis y tomada en una dirección completamente diferente por el escritor Kurt Busiek. Aquaman falta y se presume muerto. Un joven llamado "Arthur Joseph Curry" es convocado por el misterioso Habitante en las Profundidades para tomar el manto de Aquaman, pero poco a poco emerge que el Habitante mismo es Aquaman, habiendo perdido gran parte de su memoria y extrañamente mutado, mientras obtienes poderes mágicos.
Estos cambios se explicaron más adelante durante el "año faltante" representado en la serie semanal 52. Aquaman hace una breve aparición en el monumento a Superboy. Algún tiempo después, Ralph Dibny, aparentemente acompañado por el casco del Dr. Fate, se encuentra con un Orin barbudo, de pelo largo y amnésico en las ruinas de la Atlántida. El casco presagia que "si vive ... si vive ... es como víctima de las magias de la leyenda y del poder del mar".
Orin hace un trato con los dioses del mar en un intento desesperado por ganar el poder para salvar las vidas de varios habitantes de Sub Diego que habían perdido la capacidad de vivir en el agua. Usando los huesos de su mano izquierda cortada en un ritual mágico, los dioses del mar le dan a Orin el poder de subir al Sub Diego a la tierra firme. Sin embargo, como efecto secundario de esto, Orin muta al "Habitante de las Profundidades" y pierde sus recuerdos. El destino que preveía para Arthur Joseph Curry era un recuerdo confuso de su propio pasado.
En medio de tratar de ayudar a su sucesor, Orin es asesinado por Narwhal. Al recibir el cuerpo de Orin, los miembros de la Liga de la Justicia de América, incluyendo a Superman, Batman, Linterna Verde y Flash, examinan el cuerpo en la Atlántida y desean lo mejor para Mera y el nuevo Aquaman.
Orin aparentemente reaparece en Atlantis durante la historia de "Crisis Final" de 2008 para defenderse de las fuerzas de Darkseid, pero este Aquaman se revela como perteneciente a otra Tierra en el multiverso. La aparición de este Aquaman luego es percibida por Hal Jordan y Barry Allen como un rumor sin fundamento, ya que esta persona nunca fue vista ni escuchada de nuevo. En algún momento entre su muerte y el inicio de la historia "Blackest Night" de 2008-09, el cuerpo de Orin es movido y enterrado en Mercy Reef junto con Tom Curry de acuerdo con sus deseos finales.

### La noche más oscura
En Blackest Night #1, Garth regresa a Atlantis y le dice a la esposa de Orin, Mera, que está enojado con la idea de que el cuerpo de Aquaman esté enterrado en tierra. Mera le dice a Tempest que Orin se sentía seguro en tierra y que de hecho es lo que quería. Algún tiempo después, se ve un anillo de poder negro entrando en la tumba de Orin, ordenándole que se levante. El cadáver de Aquaman se eleva, junto con los de Tula y Delfín como miembros del Corporación de Linternas Negras, y exige que Mera se reúna con él en la muerte, ofreciéndole la oportunidad de ver a su hijo otra vez. Garth es asesinado y se une a los Linternas Negras. Mera rechaza el cadáver antes de huir. En el clímax de la miniserie, Aquaman está entre los resucitados por La entidad de vida, y se reencuentra con Mera. Debido a que el Anillo de la Linterna Negra ayuda a reconstruir el cuerpo de Orin, cuando resucita su mano también se restaura.

### El día más brillante
Aquaman y Mera pasan la noche juntos en el faro de Amnistía Bay, pero a la mañana siguiente Mera encuentra a Arthur en el muelle mirando al mar y preguntándose por qué fue resucitado. Más tarde, interceptan un barco pirata, pero Aquaman descubre que solo puede recurrir a la vida del mar muerto para ayudarlo.
Mientras limpian un derrame de petróleo, Aquaman y Mera son atacados por soldados del planeta natal de Mera, liderados por Sirena. Mera revela que fue enviada a matarlo. También insinúa que, a pesar del exilio prolongado de su pueblo, los soldados de Xebel habían sido enemigos del mismo Manta Negra desde un tiempo lejano, incluso antes de la primera aparición pública de Aquaman, y afirma que, a pesar de la misión original de Mera, solo Sirena ahora cuenta con el respaldo de todo el Escuadrón de la Muerte, soldados élite de Xebel, por orden de la princesa en funciones. Más tarde revela que Sirena es su hermana menor.
La entidad de vida le dice a Aquaman que encuentre a Jackson Hyde antes de que lo haga un segundo grupo no identificado. Mera dice que ella sabe quién es, y después de que ella le dice, Aquaman se va, y rescata a Jackson de un ataque de los soldados de Xebel. Se revela que el origen de la Edad de Plata de Aquaman ha sido restablecido y que él es una vez más el hijo mitad humano de Tom Curry y una reina atlante. La Entidad subsecuentemente reduce Aquaman a lo que parece ser agua blanca. Aquaman se revela como uno de los Elementales, y fue transformado por la Entidad para convertirse en el elemento de agua y proteger el bosque de Star City del Avatar oscuro, que parece ser la versión Linterna Negra de La Cosa del Pantano. Después de que el Avatar oscuro es derrotado, La Cosa del Pantano devuelve a Aquaman a la normalidad. Después, Aquaman se reúne con Mera, en ese momento descubre que las armas de los Xebel estaban hechas de tecnología Atlante.

### Los nuevos 52 y "Convergencia"
Como parte de Los nuevos 52, el relanzamiento de toda su línea de superhéroes en 2011, Geoff Johns, Ivan Reis y Joe Prado sirvieron como el equipo creativo inicial de la nueva serie Aquaman de la compañía, cuyo primer número fue lanzado el 28 de septiembre de 2011. Los tres creadores permanecieron en el título para los primeros #16 números. Eso conducirá posteriormente al primer Crossover continuo relacionado con Aquaman en los años "Trono de Atlantis".
La serie relanzada confirma el estatus de Aquaman como el hijo mitad humano de Tom Curry y Atlanna, y lo ve regresar a Amnistía Bay con Mera. Muy afligido por el duro tratamiento dado a los océanos durante su tiempo como gobernante de la Atlántida, Aquaman decide abdicar del trono de la Atlántida y regresar a la heroicidad a tiempo completo. Sin embargo, ahora lucha con su falta de reputación ante el público en general, que lo ve como un metahumano menor con poderes menos impresionantes que los de sus pares. También es, una vez más, miembro fundador de la Liga de la Justicia y es un miembro principal del equipo. En Aquaman #7 se reveló que al principio de su carrera, Aquaman se había unido a un misterioso grupo de personajes conocidos simplemente como Los Otros, formado por el propio Aquaman, la chica de la selva sudamericana Ya'Wara y su pantera, la rusa conocido como Vostok-X, un exveterano del ejército llamado Prisionero de guerra, The Operative, y el iraní llamado Kahina la vidente. Todos los Otros tienen en su posesión una reliquia encantada de la Atlántida. De 2014 a 2015, se lanzó una serie independiente de llamada Aquaman and the Others.
Siguiendo la trama de "Convergencia" de 2015, Aquaman obtiene una nueva imagen en el número #41. Ha sido depuesto de su trono por Mera, ahora Reina de la Atlántida, que ahora está persiguiendo a Aquaman como un fugitivo, a lo largo del camino Arthur adquiere algunos nuevos poderes y nuevos equipos que le dan acceso a potentes capacidades místicas. Más tarde se revela que la Atlántida es realmente dirigida por la hermana de Mera, Sirena, que la ha tomado prisionera.

### DC Renacimiento
Tras el cambio de marca de la compañía en DC Renacimiento con un punto de enfoque para recuperar el legado y las relaciones, Arthur finalmente dice que Mera no es solo su reina y esposa, sino también un faro fuerte, independiente y muy capaz de llevar por sí misma las riendas de su vida. El título conservaba al escritor Dan Abnett, quien se había hecho cargo del título con los tres últimos números en The New 52, habiendo escrito previamente el personaje por un corto tiempo una década antes, Dan Abnett continúa la estela que Johns dejó en la serie y se marca un número donde pone especial cuidado en reiterarnos el conflicto que hay a nivel interno en Atlantis, el peso que tiene la corona en Arthur y su faceta de héroe. Los inicios de la nueva serie se centran en el papel de Aquaman como rey y diplomático, con Arthur tratando de fortalecer las relaciones de la superficie del Atlantis mediante la apertura de una embajada atlante en Amnistía Bay, con Mera designada como embajadora. La serie se atiene en gran parte al elenco principal de la serie The New 52 que consiste en Aquaman, Mera y Manta Negra, mientras que también da cuerpo a personajes secundarios olvidados como Murk, Tula (Aquagirl), Black Jack y más.

## Poderes y habilidades
El poder más reconocido de Aquaman es la capacidad telepática de comunicarse con la vida marina, que puede invocar desde grandes distancias. Aunque este poder se utiliza con mayor frecuencia y más fácilmente en seres que viven en el mar, Aquaman ha demostrado a veces la capacidad de afectar a cualquier ser que viva en el mar (por ejemplo, águilas marinas) o incluso a cualquier ser evolucionado de la vida marina (por ejemplo, humanos y algunos alienígenas). Antes del New 52 Aquaman tenía acceso a un fenómeno de campo morfogénico llamado The Clear, una efigie existencial que conecta la vida oceánica y la relacionada con el mar como un todo, lo que le permite empatizar y compartir las experiencias de todas las formas de vida basadas en el agua. De acuerdo con la continuidad reiniciada de 2011, la telepatía de Aquaman se ha visto muy minimizada: reconociendo que la mayor parte de la vida marina no posee la inteligencia suficiente para llevar una comunicación telepática significativa, Aquaman ahora simplemente agrega compulsiones y necesidades en la mentalidad de la vida acuática, obligándolos a cumplir sus órdenes alterando su mesencéfalo. Ha demostrado haber sido bendecido por el dios del mar Poseidón posiblemente recuperando una conexión más fuerte pero latente con The Clear cuando se le mostró que doblaba la bilis venenosa que emanaba de una estructura del Viejo Mundo que se había inmiscuido en el mar envenenándola con magia oscura, desarrollando algunas habilidades de manipulación líquida. Esta bendición también le dio un amuleto protector contra las magias sucias de la dimensión de Thule de donde se originó.
Aquaman tiene un gran número de poderes sobrehumanos, la mayoría de los cuales podrían considerarse inútiles en un principio, pero derivan del hecho de que está adaptado a vivir en las profundidades del océano. Él tiene la habilidad de respirar bajo el agua. Él posee una durabilidad sobrehumana lo suficientemente alta como para no ser afectado por la enorme presión y la temperatura fría de las profundidades del océano, y también lo hace lo suficientemente fuerte como para ser invulnerable al fuego de las ametralladoras. También posee una fuerza sobrehumana, aunque su fuerza siempre se subestima, teniendo en cuenta la compañía que conserva. Aquaman con frecuencia muestra hazañas de Super-Atlante (el atlante promedio puede levantar/presionar aproximadamente 2 toneladas). Si bien no está a la par con Superman y Wonder Woman, ha demostrado ser capaz de saltos de hasta 6 millas. Arrojó un submarino soviético de 8000 toneladas desde el fondo del océano (2.5 millas de profundidad) a la superficie y completamente fuera del agua. Aquaman y Wonder Woman sacaron un Superportador Naval a través del océano y hacia la tierra, pesan al menos 70,000 toneladas o 140,000,000 libras. Él solo lucha y derrota a uno de los más temidos y más duros para derrotar a los villanos, Shaggy Man, cuyo poder y habilidades están a la par con Doomsday. Él ha levantado un crucero de 200 toneladas completamente fuera del agua. Él ha roto una placa tectónica y la ha estrellado contra el fondo del océano. Puede nadar a velocidades muy altas, alcanzando los 3000 metros por segundo (10.800 km [aproximadamente 6.700 millas] por hora) y puede nadar hasta las cataratas del Niágara. También ha nadado a las cuatro esquinas del mundo reuniendo los cristales mágicos necesarios para salvar la Tierra en pocas horas, y superado la velocidad sónica. Puede ver casi en la oscuridad total y tiene una audición mejorada que otorga un sonar limitado. A pesar de que puede permanecer sumergido indefinidamente sin sufrir ningún efecto negativo, Aquaman se debilita si permanece en tierra por períodos prolongados. Sin embargo, cuando Batman inventó el traje acuático de Aquaman, pudo caminar por un tiempo indefinido y ya no era vulnerable a un "deshumidificador". Esta debilidad fue eliminada de la continuidad en 2011, estableciendo que creció en tierra antes de enterarse de su herencia atlante, pero aún corre el riesgo de morir por deshidratación en entornos increíblemente hostiles. Se le había otorgado una habilidad que él nunca había exhibido antes de haber sido regalado por un viejo Sea Monarch, hasta el momento una de las inclinaciones que se le había otorgado era la capacidad de volar sin ayuda bajo su propio poder.
Antes de The New 52, el Tridente, otorgado por Poseidón al gobernante y protector de los mares, era indestructible y un arma cuerpo a cuerpo muy poderosa, capaz de destruir las poderosas Sondas Imperiex por ejemplo, que Aquaman manejaba con una habilidad sin igual. Además de su poder como arma cuerpo a cuerpo, el Tridente también tenía el poder de manipular el agua, disparar rayos de energía poderosa y actuar como un foco para amplificar el poder mágico de los demás, especialmente Tempestad. En The New 52, el Tridente ahora es parte de una colección de siete objetos mágicos atlantes muy poderosos, forjados por el primer rey de la Atlántida que se hace llamar 'El Rey Muerto'. Considerado como el arma más poderosa, con la posible excepción del séptimo ítem recientemente descubierto, el Tridente es completamente indestructible y capaz de dañar incluso al oponente más poderoso, como el dios Darkseid, siendo Aquaman el único en perforarlo y hacerlo sangrar. También fue capaz de romper la barrera mística del Dr. Graves que se consideraba indestructible en ese momento. En un caso, el Tridente se mostró brillante con poder mágico cuando Manta Negra usó el resto de los elementos para descubrir el séptimo oculto. Durante un tiempo, Aquaman retuvo el Tridente de dicho dios de los océanos en sus batallas contra los discípulos de Thule y Rao, lo que le dio el poder de invocar tsunamis y diluvios, invocar el trueno y la iluminación, proyectar y controlar el hielo, mover la tierra haciéndolo subir y temblar a su orden, así como teletransportarse de distancias globales a interplanetarias usando agua como medio. También podría transformarse en un gladius y volverse a voluntad. Arthur también usa ambas versiones del tridente para aumentar el alcance de su telepatía.
Después de la pérdida de su mano izquierda, Aquaman inicialmente lo reemplazó con un gancho cibernético retráctil, luego una mano cibernética. La mano mecánica fue reemplazada por una mano mágica hecha de agua, que le fue dada por la Dama del Lago, que le otorga a Aquaman numerosas habilidades, que incluyen, entre otras, la capacidad de deshidratar a cualquiera que toque y matarlos al instante, capacidad de disparar chorros de agua de su mano, escaldadura o congelación, habilidades de curación, la capacidad de crear portales en dimensiones místicas que actúan como transporte espontáneo, la capacidad de controlar la mayor parte de cualquier cuerpo de agua que establece sus enfoques en y la capacidad para comunicarse con la Dama del Lago a través de la mano del aguador. Su mano biológica fue restaurada cuando el personaje resucitó en Blackest Night #8.
En raras ocasiones Aquaman se ha transformado en un cuerpo viviente de agua sensible, a veces una extensión de los mares. Esto se ha hecho en tres ocasiones, pero ha demostrado su capacidad para cognitizarse a sí mismo con bastante maestría al hacerlo, una vez encarnado todo el océano con el fin de volver a hundir la Atlántida durante la Edad de Obsidiana, y luego haber sido tomado por la voraz Entidad de Sed antes de convertirse en El Portador de Agua, y finalmente después de su resurrección, donde fue desmaterializado por la Luz Blanca de la Vida, solo para renacer como un Elemental de agua para ayudar contra la podredumbre impresa La Cosa del Pantano en Brightest Day #24

## Otras versiones

### Multiverso de DC Comics
En la década de 1960, tras el establecimiento del sistema multiverso de DC Comics, la versión Golden Age de Aquaman se hizo conocida como Aquaman de Tierra-2, mientras que la versión Silver Age de Aquaman se convirtió en Aquaman de Tierra-1. Aunque las dos versiones nunca se conocieron, Aquaman de Tierra-2 apareció después de la edad de oro en el All-Star Squadron #59-60 (julio-agosto de 1986), justo antes de que el personaje fuera eliminado retroactivamente de la existencia a través de la "Crisis on Infinite Earths" de 1985.

### El Capitán Zanahoria y su sorprendente Zoo Crew!
La serie de los 1980 El Capitán Zanahoria y su sorprendente Zoo Crew! presentaron la Tierra paralela de "Earth-C-Minus", un mundo poblado por divertidos superhéroes animales que son paralelos al universo dominante de DC. Earth-C-Minus presentó Aquaduck, una versión pato de Aquaman con poderes similares.

### Supergirl: Wings
Aquaman vela por los mares y su reino en la historia de Supergirl: Wings de Elseworlds.

### Linterna Verde
Arthur Curry aparece en el Green Lantern de Tangent Comics de 1997, en el que se revela que es el hijo del piloto Capitán Bumerang y miembro de la flota de Bumerang.

### Cuenta atrás a la Crisis final
En el vínculo Countdown to Final Crisis, The Search for Ray Palmer: Superwoman/Batwoman, se muestra que una versión femenina de Aquaman reside en la Tierra-11. Esta versión se llama "Anne", es físicamente similar a Joseph Curry, y comanda los ejércitos de Atlantis. La Aquawoman de la Tierra-11 aparece en The Multiversity #1 (2014) como uno de los héroes ensamblados del Multiverso que se han unido para salvarlo de la destrucción.

### JLA/Avengers
En el cruce entre empresas (2003-04) JLA/Avengers, Aquaman se une con el vengador Visión para investigar los cambios en sus respectivas Tierras como resultado de las acciones del Gran Maestro. Él muestra su inmenso control psíquico sobre la vida marina cuando por sí solo apaga las mentes de los soldados atlantes bajo el control de Attuma, aunque sus habilidades solo afectan parcialmente a Namor debido a la fisiología mitad humana de Namor.

### Flashpoint
En la línea de tiempo alternativa de la historia de 2011 "Flashpoint", Aquaman regresa a Atlantis cuando era un adolescente, debido a la muerte de su padre. Como resultado, el joven Arthur nunca aprendió la compasión y la bondad de su padre, que fue asesinado por los agentes de la Atlántida enviados a recuperarlo. En la actualidad, Aquaman y toda la Atlántida emprenden la guerra contra la Mujer Maravilla y las Amazonas, que comenzó cuando la madre de Diana, Hipólita, fue asesinada por Aquaman en el día de la boda de Diana. En un acto de retribución, Mujer Maravilla luego mató a Mera, que aparentemente se había casado con Aquaman. Sin embargo, la muerte de Hippolyta se reveló como una víctima de la guerra ya que el objetivo real era la Mujer Maravilla. Aquaman hace que Europa Occidental se hunda en el mar, matando a más de 60 millones de personas, y tiene la intención de hundir a Inglaterra también. En el presente, Aquaman reasigna a Sirena y Amo del Océano para asesinar a Terra en Nueva Temiscira. La misión falló, con Siren siendo asesinada por la tía de Diana, Penthesleia. Las Furias Amazónicas luego atacan los refuerzos liderados por Aquaman, quien es confrontado en batalla por su líder, Mujer Maravilla. Durante su lucha, Mujer Maravilla le dice que ambos han sido engañados por Amo del Océano y Penthesileia, que son responsables de la guerra entre los Atlantes y las Amazonas. Este Aquaman regresa en Convergence: Justice League # 1.

### Injustice: Dioses entre nosotros
En el cómic de precuela del juego Injustice: Gods Among Us, Aquaman parece atacar al pescador japonés que mató a una ballena. Es interceptado por la Liga de la Justicia, convirtiéndose en una pelea entre la Liga de la Justicia y los Atlantes. Superman, después de haber sufrido la muerte de su esposa y su hijo no nacido y la destrucción de Metrópolis, amenaza a Aquaman para detener sus esfuerzos. Aunque se le advirtió sobre un enlace de comunicación con Batman para no ponerlo a prueba, Aquaman lo hace convocando a un kraken. En respuesta, Superman, Linterna Verde, Shazam y Mujer Maravilla levantan toda la ciudad de Atlantis del fondo del mar y la llevan a los desiertos secos, poniendo a sus habitantes en peligro para intimidar a Aquaman. Él cede y, como resultado, se abstiene en gran medida del conflicto entre el Régimen (liderado por Superman) y la Insurgencia (liderado por Batman). En el cuarto año, se involucra cuando Batman le informa que los dioses griegos han intentado forzar su propio dominio sobre el mundo, por lo que Aquaman y Mera se enfrentan a Poseidón. Él gana el conflicto cuando su esposa detiene un gigantesco maremoto que se estrella contra Temiscira. Superman llega a Atlantis en el quinto año para asegurarse de que el régimen tenga el apoyo de Aquaman, a pesar de que Aquaman ha dejado en claro con frecuencia que no está eligiendo bando. Él accede puramente para que se vaya.

### Tierra-3/Guerra de la Trinidad
Durante la historia de la "Guerra de la Trinidad" (Trinity War) de 2013, se revela que la contraparte del Sindicato del Crimen es Sea King. Aparentemente, no logra sobrevivir al paso de Tierra-3 a Tierra Prima, pero se despierta en "Forever Evil: Blight" después de ser poseído por Deadman. El diseño de Sea King se asemeja al de Aquaman de los años 90.

## Apariciones en otros medios

### Televisión

#### Animación
- Aquaman es uno de los protagonistas de la serie animada de los finales de los 70 Súper amigos.
- Aquaman tuvo una de sus primeras apariciones televisivas en la serie The Superman/Aquaman Hour of Adventure, de 1967. Posteriormente tuvo una serie animada entre la década de los 80, y apareció como personaje regular en la serie Superman. También apareció con esporádicamente en la serie La Liga de la Justicia y posteriormente y con mucha más exposición en Liga de la Justicia Ilimitada. Del mismo modo figura en la serie Young Justice (serie de televisión) en la cual es miembro de la Liga de la Justicia y es mentor de Aqualad. Aquaman fue un personaje secundario habitual en la serie de televisión Batman: The Brave and the Bold y apareció en dieciocho episodios.
- Aquaman ha hecho apariciones sin diálogos en la serie animada Teen Titans Go!.
- Aquaman aparece en la serie animada de DC Super Hero Girls, episodio "#TheAquamanCometh".

#### Acción en vivo
- En cuanto a producciones de imagen real, Aquaman no había tenido aparición hasta la serie Smallville donde fue interpretado por Alan Ritchson, apareció en el episodio 5 de la temporada 5, además en los episodios 11 (de la temporada 6), 1 (de la temporada 8) y 9 (de la temporada 10).

### Películas

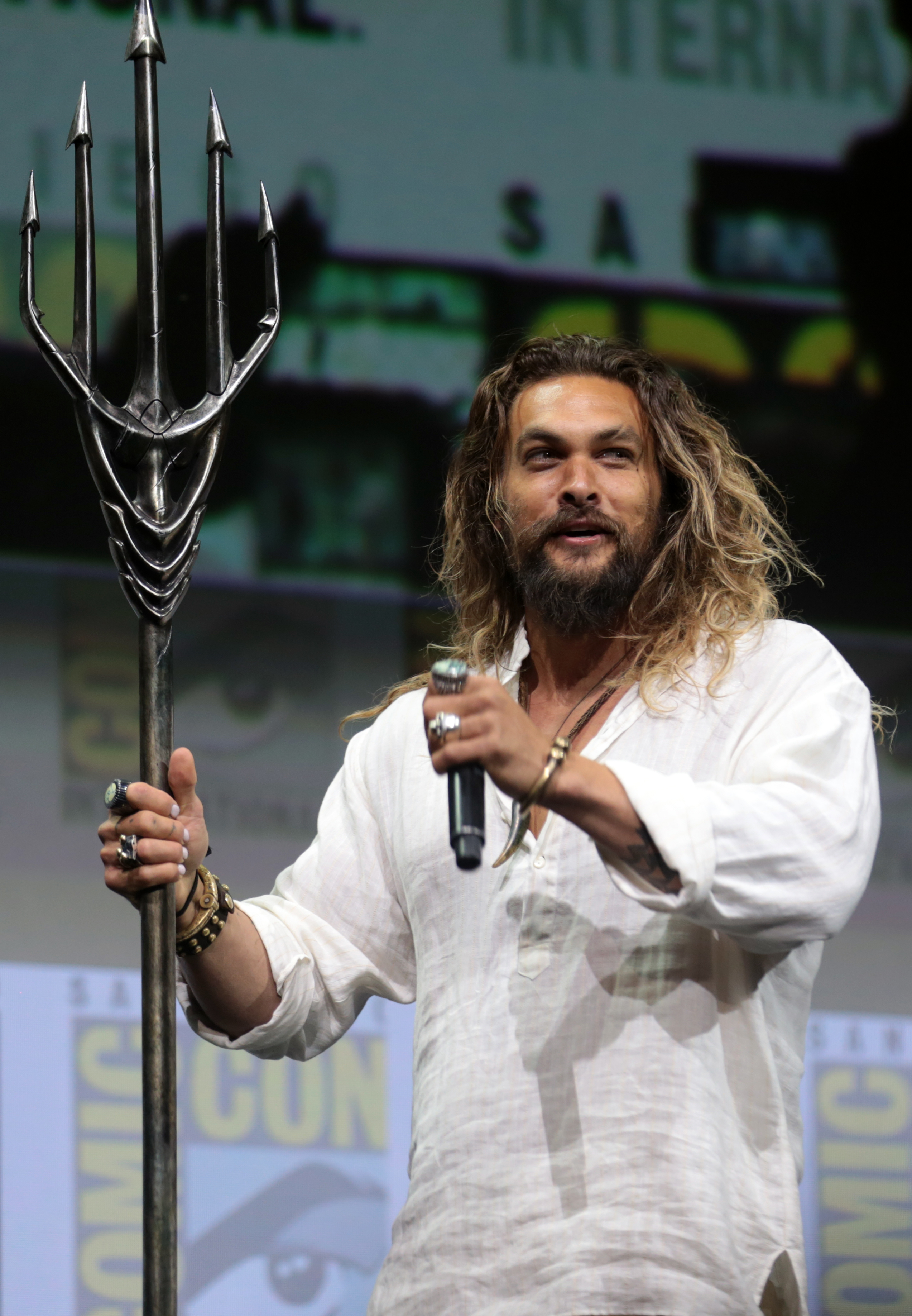
Jason Momoa interpreta a Aquaman en el Universo extendido de DC

#### Animación
- En cuanto a los largometrajes, es uno de los miembros de la Liga que figuran en la película Justice League: Crisis on Two Earths.
- En la película Justice League: The Flashpoint Paradox es uno de los personajes principales, dado que la película adapta el evento homónimo de los cómics en que una guerra entre Aquaman y Wonder Woman destroza el mundo.
- Es el personaje principal de la película Justice League: Throne of Atlantis, la cual adaptando el arco de Geoff Johns e Ivan Reis del mismo nombre actualiza el origen de Aquaman y explica su importancia en el universo DC.
- Aparece en una película animada de DC Super Hero Girls: Leyendas de Atlantis, con la voz de Max Mittelman, siendo una versión de un joven rey de Atlantis.
- Aquaman aparece en la película Scooby-Doo! & Batman: The Brave and the Bold, interpretado nuevamente por John DiMaggio.
- Aquaman tuvo un cameo sin diálogos en la película Teen Titans Go! to the Movies, aunque en el sueño de Robin dice "Es solo un compinche".
- Aquaman aparece en DC Liga de Supermascotas, con la voz de Jemaine Clement.

#### Universo extendido de DC
- El actor Jason Momoa interpreta a la versión cinematográfica del personaje en el Universo Extendido de DC, La versión de Aquaman de este universo fílmico es una desviación de la imagen tradicional del personaje, en la que Momoa retrata al personaje con cabello largo, oscuro y elementos del cabello rubio, cabello facial completo y varios tatuajes que cubren su cuerpo.
  - Aquaman no aparece en El hombre de acero, pero Zack Snyder en 2017 confirmó una teoría de los fanáticos la cual, proponía que fue Aquaman quien salvo a Clark de ahogarse.
  - Hace su primera aparición en la película Batman v Superman: Dawn of Justice. Se lo ve a modo de cameo, cuando la Mujer Maravilla mira varios archivos de vídeo de avistamientos metahumanos.[100][101]
  - Una foto de Aquaman aparece al final la película de 2016 Suicide Squad.[102]
  - Momoa repite su papel en Liga de la Justicia del 2017. Aquaman se muestra reacio a luchar junto a otros miembros del equipo al principio, cuando Bruce Wayne fue a su ciudad natal para buscar su apoyo para luchar contra un enemigo extraterrestre.[103] Cuando Superman fue revivido, Aquaman ayudó a luchar contra el confundido kryptoniano. Ayuda a los aliados de Batman a luchar contra Steppenwolf cuando Superman llega para cambiar el rumbo.
  - Protagoniza su propia película en 2018: Aquaman, donde muestra su origen, y cómo aprende a ser un héroe y ser el rey de Atlantis, con ayuda de la princesa Mera y para enfrentar a su medio-hermano Orm y Manta Negra.
  - Hizo su aparición final en el episodio de Peacemaker, "It's Cow or Never", al ser llamado por Amanda Waller, junto con otros miembros de la Liga de la Justicia, Superman Mujer Maravilla y Flash para ayudar al justiciero Christopher Smith/Peacemaker y a un grupo de agentes de A.R.G.U.S. en su lucha contra una especie de parásitos alienígenas, las mariposas. Sin embargo, llegan demasiado tarde para ayudar, ya que Smith y los agentes ya habían matado a casi todas las mariposas. Allí, Smith confronta a la Liga por su inoportunidad y se burla de Curry con respecto a los rumores sobre él teniendo relaciones con peces, para su irritación.
  - También hizo su aparición en la película de 2023, The Flash, en los poscréditos, donde él aparece ebrio al ser llevado por Barry Allen, contándole de su aventura por el Multiverso.
  - También fue protagonista en la película de 2023, Aquaman y el Reino Perdido. Luego de ser el Rey de Atlantis, casado con Mera y teniendo un hijo llamado Arthur Jr., Aquaman enfrenta nuevamente a Manta Negra queriendo venganza, poseyendo el tridente negro. El recurrirá a su hermano encarcelado Orm, el ex rey de Atlantis, para forjar una alianza improbable. Juntos, deben dejar de lado sus diferencias para proteger su reino y salvar a la familia de Aquaman y al mundo de una destrucción irreversible.

### Videojuegos
- Aquaman fue protagonista del videojuego Aquaman: Battle for Atlantis para Game Cube
- Aquaman es uno de los héroes que sale en el juego DC Universe Online
- Tanto en Injustice: Gods Among Us e Injustice 2, Aquaman formó parte del régimen de un Superman dictador

## Recepción y legado
Aquaman fue catalogado como el 147.º mejor personaje de cómic de todos los tiempos por la revista Wizard. IGN también clasificó a Aquaman como el 53.er héroe de los cómics más grande de todos los tiempos, opinando que "aunque siempre será el blanco de las bromas gracias a sus poderes extravagantes, los lectores de cómics han llegado a amar a Aquaman como una noble (y muy poderosa) figura que está siempre dividida entre los mundos de la tierra y el mar". En una encuesta de lectores de 2011, la revista Parade clasificó a Aquaman entre los 10° mejores superhéroes de todos los tiempos.
En 2008, el crítico cultural Glen Weldon notó que Aquaman había sido ridiculizado por una mentalidad popular que lo convertía en un héroe ineficaz. Esto se debió a la percepción de que sus habilidades heroicas eran demasiado estrechas. Weldon escribió que los críticos y los comediantes de Cultura pop que optaron por centrarse en esto habían exagerado el chiste, por lo que es "oficialmente la flecha más peligrosa y más hambrienta en el estremecimiento de los comentarios de la cultura pop".